# Trâu Uyên
Trâu Uyên (chữ Hán: 鄒淵; bính âm: Zōu Yuān), ngoại hiệu Xuất Lâm Long (chữ Hán: 出林龍; tiếng Anh: Forest Emerging Dragon; tiếng Việt: Rồng rời rừng) là một nhân vật hư cấu trong tiểu thuyết văn học cổ điển Trung Hoa Thủy Hử. Trâu Uyên xếp thứ 90 trong 108 vị đầu lĩnh Lương Sơn Bạc và xếp thứ 54 trong 72 vị sao Địa Sát, được sao Địa Đoản Tinh (chữ Hán: 地短星; tiếng Anh: Short Star) chiếu mệnh.

## Xuất thân
Cùng cháu trai là Trâu Nhuận sống tại Đăng Châu, hai chú cháu họ Trâu nguyên người Lan Châu. Thủy Hử mô tả Trâu Uyên giỏi võ nghệ, tánh tình cao ngạo, thẳng thắn trung lương. Là người mê cờ bạc và từng trải trên giang hồ, Trâu Uyên cùng Trâu Nhuận, người gọi Trâu Uyên là chú theo vai vế nhưng lại gần bằng tuổi Trâu Uyên, là 2 đầu đảng thảo khấu núi Đăng Vân thuộc phủ Đăng Châu. Hai chú cháu họ Trâu là bạn thân với Tôn Tân, Dương Lâm, Đặng Phi và Thạch Dũng.

## Gia nhập Lương Sơn Bạc
Việc bị vu oan và được giải cứu khỏi ngục Đăng Châu của hai anh em họ Giải là nguyên nhân Trâu Uyên và những người tham gia giải cứu đã theo và về gia nhập Lương Sơn Bạc. Khi bàn bạc việc giải cứu anh em họ Giải, chính Trâu Uyên là người đề nghị, để tránh việc bị quan lại Đăng Châu truy đuổi sau cuộc giải cứu, mọi người nên đến và gia nhập Lương Sơn Bạc, nơi những bằng hữu của Trâu Uyên là Dương Lâm, Đặng Phi và Thạch Dũng hiện đang là đầu lĩnh.

## Sau khi gia nhập Lương Sơn Bạc

### Trận Chúc Gia Trang - làm nội ứng
Tại hồi 49, Trâu Uyên đã góp công vào việc đánh hạ Chúc Gia Trang qua sự kiện cùng Tôn Lập vào Chúc Gia Trang làm nội ứng, từ trong đánh ra và với Tống Giang thống lĩnh quân Lương Sơn Bạc từ ngoài đánh vào, dẫn đến việc Chúc Gia Trang bị hạ ngay sau đó.

### Trận Thúy Vân Lâu - đốt miếu Thành Hoàng
Tại hồi 65, trong cuộc đánh thành Đại Danh (大名城)  để giải cứu Lư Tuấn Nghĩa và Thạch Tú, Trâu Uyên cùng Trâu Nhuận giả làm người bán đèn trà trộn vào thành Đại Danh để đợi đến đúng thời cơ khi quân Lương Sơn Bạc nổi lửa đánh thành, cùng cướp ngục và giải cứu Lư Tuấn Nghĩa, Thạch Tú. Đêm Nguyên Tiêu, Trâu Uyên cùng Trâu Nhuận nổi lửa đốt miếu Thành Hoàng, cùng các đầu lĩnh Lương Sơn Bạc khác đánh phá trong thành dẫn đến việc giải cứu thành công Lư Tuấn Nghĩa, Thạch Tú.

## Chức vụ
Khi phân định ngôi thứ ở Lương Sơn Bạc, Trâu Uyên xếp thứ 90 trong 108 vị đầu lĩnh Lương Sơn Bạc và xếp thứ 54 trong 72 vị sao Địa Sát, chức Bộ Quân Tướng Hiệu (步軍将校), là một trong những đầu lĩnh chuyên cai quản bộ binh trong quân Lương Sơn Bạc.

## Sau khi chiêu an và tử trận
Sau khi nhận chiêu an, Trâu Uyên cùng Tống Công Minh và các đầu lĩnh Lương Sơn Bạc tham gia các chiến dịch bình quân Liêu, các lực lượng khác chống đối triều đình nhà Tống.
Tại hồi 118, trong chiến dịch bình Phương Lạp, tại trận triệt phá động Thanh Khê , Trâu Uyên cùng Đỗ Thiên bị giày xéo chết bởi loạn quân Phương Lạp.
Tại hồi 119, khi ban thưởng và sắc phong các đầu lĩnh Lương Sơn Bạc sau chiến dịch bình Phương Lạp, là một trong 45 phó tướng tử trận, Trâu Uyên được sắc phong tước là Nghĩa Tiết Lang (義節郎 | Righteous Gentleman of Grace).

## Trong Đãng Khấu chí
Lý Ứng trấn thủ Duyện Châu, giao Trâu Uyên và Trâu Nhuận giữ Phi Hổ trại làm thế ỷ dốc. Quân Viên Tý cùng Ngụy Phụ Lương (danh sỹ sống trong Duyện Châu) lập liên hoàn kế, lấy được trại Phi Hổ, sau đó tấn công Duyện Châu. Quả nhiên Lý Ứng trúng kế, Trâu Uyên và Trâu Nhuận nóng lòng giành lại trại nên cầm quân tấn công. Hai bên giành co một hồi, quân Viên Tý giả thua rút khỏi trại, hai chú cháu họ Trâu chiếm lại được Phi Hổ trại. Nào ngờ đây là quỷ kế, trong trại đã chôn muôn vàn địa lôi. Quân Viên Tý đem quân đánh ngược trở lại, địa lôi trong trại nổ liên hồi. Trâu Uyên bị địa lôi nổ chết. Trâu Nhuận vội cướp đường tháo chạy, ngờ đâu địa lôi dưới chân lại nổ, người ngựa đều tan xác. Tường trại nổ tung hết cả.